# Streets of Love
«Streets of Love» —en español: «Calles de amor»— es un sencillo de la banda británica de rock The Rolling Stones lanzada para promocionar su vigésimo cuarto álbum de estudio A Bigger Bang, editado en 2005. 

## Historia
Escrita por Mick Jagger y Keith Richards, es una balada cuyo video está relacionado con el de «Rain Fall Down», del mismo álbum. Fue lanzada el 22 de agosto de 2005 junto con «Rough Justice» como doble lado A. Es una power ballad arreglada para guitarra y coros en falsete.
En su momento recibió un gran impulso de marketing, a pesar de que no logró ser un gran éxito en los Estados Unidos. Por el contrario, logró ser # 1 en España, alcanzó el Top 10 en Argentina, los Países Bajos, Dinamarca, Suecia, Bélgica, Finlandia y Canadá, y el Top 20 en Noruega, Alemania, Grecia, Italia. También fue Top 20 en el Reino Unido, alcanzando el puesto # 15 en el UK Singles Chart, unos 42 años después de su primer éxito del Reino Unido «Come On».
«Streets of Love» fue una de las pocas canciones de los Stones con licencia para uso publicitario (Ver «Start Me Up», «You Can't Always Get What You Want» y «She's a Rainbow»). Podía ser escuchada en un anuncio televisivo del proveedor de telefonía móvil Vodafone Italia. El vídeo fue filmado en el Zaphod Beeblebrox, un club nocturno de la ciudad de Ottawa, protagonizado por el actor canadiense Arcade Tan. Se estrenó en vivo el 11 de julio de 2006 en el Estadio San Siro, Milán, Italia.

## Personal
Acreditados:
- Mick Jagger: voz, guitarra.
- Keith Richards: guitarra acústica.
- Ron Wood: guitarra eléctrica.
- Charlie Watts: batería.
- Darryl Jones: bajo.
- Chuck Leavell: piano, órgano.
- Matt Clifford: piano, órgano, programación, arreglos.

## Posicionamiento en las listas
| Listas (2005)                                                                      | Mejor posición |
| ---------------------------------------------------------------------------------- | -------------- |
| Alemania (Offizielle Deutsche Charts)                                              | 15             |
| Austria (Ö3 Austria Top 40)                                                        | 26             |
| Bélgica (Flandes) (Ultratop 50)                                                    | 41             |
| Bélgica (Valonia) (Ultratip Bubbling Under)                                        | 6              |
| Canadá (Canadian Hot 100)                                                          | 23             |
| Dinamarca (Tracklisten)                                                            | 4              |
| Escocia (Scottish Singles Sales Chart) Como doble sencillo junto a «Rough Justice» | 29             |
| España (Top 100 Canciones)                                                         | 1              |
| Finlandia (OFC)                                                                    | 10             |
| Grecia (IFPI)                                                                      | 15             |
| Irlanda (IRMA)                                                                     | 27             |
| Italia (FIMI)                                                                      | 17             |
| Noruega (VG-lista)                                                                 | 14             |
| Países Bajos (Mega Single Top 100)                                                 | 5              |
| Reino Unido (UK Singles Chart) Como doble sencillo junto a «Rough Justice»         | 15             |
| Suecia (Sverigetopplistan)                                                         | 5              |
| Suiza (Schweizer Hitparade)                                                        | 21             |

## Lista de temas
- 7" VS1905, CD VSCDT1905

1. «Streets of Love» - 5:10
2. «Rough Justice» - 3:11